# Geraldo Carneiro
Geraldo Carneiro (Belo Horizonte, 11 giugno 1952) è un musicista, scrittore e sceneggiatore brasiliano.

## Biografia
Da giovane si è dedicato soprattutto alla musica, come membro della band A Barca do Sol, della quale ha fatto parte con Ritchie e altri; è stato anche compositore e/o paroliere di numerose canzoni, tra cui Choro de Nada, incisa inizialmente da Vinicius de Moraes e Toquinho nel 1975, e poi da Antônio Carlos Jobim e Miúcha. Ha collaborato inoltre con molti altri artisti musicali: Nando Carneiro (suo fratello), Egberto Gismonti, Astor Piazzolla, John Neschling, Francis Hime, Wagner Tiso, Ney Matogrosso, Lenine, Michel Legrand, Olivia Byington, Zé Renato, Cauby Peixoto, Fafá de Belém, Leila Pinheiro, Gal Costa, As Frenéticas, Jane Duboc e Zezé Motta.
Ha partecipato attivamente al movimento letterario della cosiddetta "poesia marginale", esordendo in questo campo con una raccolta di versi mentre era ancora studente di Lettere presso la Pontificia Università Cattolica di Rio de Janeiro. In seguito ha pubblicato i libri Verão Vagabundo (1980), Piquenique em Xanadu (1988, Premio Lei Sarney per il miglior volume di poesie dell'anno, conferito da una giuria presieduta dal critico letterario Antonio Candido), Pandemonium (1993), Metaphysical Folias (1995), Por Mares Nunca Dantes (2000), Lira dos Cinquent'anos (2002), Balada do Impostor (2006) e Poesia Reunida (2010).
Per il teatro ha scritto, tra l'altro, Lola Moreno, in collaborazione con Bráulio Pedroso, e Além Bons Amigos, insieme a Miguel Falabella; ha inoltre tradotto La tempesta e Antonio e Cleopatra di Shakespeare, nonché testi di Frank Wedekind.
Ha sceneggiato pellicole cinematografiche e lavori televisivi. Nel 2011 ha firmato, insieme ad Alcides Nogueira, la telenovela O Astro - remake di Magia di Janete Clair - che ha poi vinto l'Emmy.
Dal 2016 è membro dell'Accademia brasiliana delle lettere. 